# Реадаптација
Реадаптација је процес поновне адаптације личности због битно измењених животних околности што захтева учење нових облика понашања како би се избегли сукоби. Термин је широк и обухвата различите животне околности почев од пресељења у неко друго место или земљу, дужег боравка у установама које се баве третманом асоцијалног понашања, социјалних сукоба, развода, или заснивања нових веза. Случајеви телесног оштећења који захтевају одговарајућу рехабилитацију увек су повезани и са процесом реадаптације на новонастале животне околности које инвалидитет по себи нужно изазива.